# Hatonuevo
Hatonuevo – miasto w Kolumbii, w departamencie La Guajira.